# ハンセン病元患者家族に対する補償金の支給等に関する法律
ハンセン病元患者家族に対する補償金の支給等に関する法律（ハンセンびょうもとかんじゃかぞくにたいするほしょうきんのしきゅうとうにかんするほうりつ、令和元年11月22日法律第55号）は、ハンセン病元患者の家族に対する補償およびその手続きに関する法律である。
2019年（令和元年）の第200回国会において、厚生労働委員会による法案提出、衆参両院の全会一致により11月15日に法案可決。11月22日に公布、即日施行（第3章の規定は2020年〈令和2年〉1月22日施行）。

## 構成
- 前文
- 第一章　総則（第1条・第2条）
- 第二章　補償金の支給（第3条―第18条）
- 第三章　ハンセン病元患者家族補償金認定審査会（第19条―第23条）
- 第四章　名誉の回復等（第24条）
- 第五章　雑則（第25条―第29条）
- 附則

## 前文
法制定の背景として、ハンセン病家族訴訟（熊本地判令和元年6月28日）がある。これまで患者本人に対する補償は行われてきたが、国の隔離政策により家族の離散などを強いられた家族への補償は行われてこなかった。熊本地裁の判決は家族が訴えた被害は国の隔離政策が生じさせた人権侵害と認め、家族も共通の被害を受けたとして、家族自身の損害賠償請求権を初めて認めたものである。これに対し政府は、この判決には幾つかの重大な法律上の問題点があるとしながらも、ハンセン病対策の歴史等を踏まえ、極めて異例の判断ではあるが、控訴は行わない旨の総理大臣談話を7月12日に閣議決定、7月24日には内閣総理大臣安倍晋三が原告団、弁護団と面会し、直接おわびをした。その後は実務者レベルでの補償の協議となり、特に判決で立法の不作為を指摘されたことから超党派の議員懇談会が組織され、補償のための法制定を急ぐこととなった。

## 定義
この法律における「ハンセン病元患者」は第2条1項を、「ハンセン病元患者家族」は第2条2項を参照。
- 第2条2項3号の「厚生労働省令で定める者」とは、以下の者とする（施行規則第1条）
  - ハンセン病元患者の事実婚配偶者の一親等の血族
  - ハンセン病元患者の一親等の血族の事実婚配偶者

- 第2条2項6号の「厚生労働省令で定める者」とは、以下の者とする（施行規則第2条）
  - ハンセン病元患者の事実婚配偶者の二親等の血族
  - ハンセン病元患者の二親等の血族の事実婚配偶者

## 補償金の支給
国は、この法律の定めるところにより、ハンセン病元患者家族に対し、補償金を支給する（第3条）。補償金の額は、次の各号に掲げるハンセン病元患者家族の区分に応じ、当該各号に定める額とする（第4条）。補償金の支給の請求は、施行日から起算して5年を経過したときは、することができなかった（第9条2項）が、2024年6月12日に第213回国会・参院本会議で全会一致の賛成によって成立した改正案により、この期限は5年延長され2029年11月21日になった。
1. 第2条2項1号から3号までのいずれかに該当する者　180万円
2. 第2条2項4号から7号までのいずれかに該当する者　130万円

ハンセン病元患者家族が請求をした後に死亡した場合において、その者が支給を受けるべき補償金でその支払を受けなかったものがあるときは、これをその者の配偶者、子、父母、孫、祖父母又は兄弟姉妹であって、その者の死亡の当時その者と生計を同じくしていたもの（遺族）に支給し、支給すべき遺族がないときは、当該死亡した者の相続人に支給する。この規定による補償金を受けるべき遺族の順位は、先に述べた順序により、補償金を受けるべき同順位者が2人以上あるときは、その全額をその1人に支給することができるものとし、この場合において、その1人にした支給は、全員に対してしたものとみなす（第10条）。
補償金の支給を受ける権利は、譲渡し、担保に供し、または差し押さえることができない（第17条）。租税その他の公課は、補償金を標準として課することができない（第18条）。
厚生労働大臣は、補償金の支払に関する事務を独立行政法人福祉医療機構に委託することができる（第26条）。政府は、予算の範囲内において、機構に対し、補償金支払等業務に要する費用に充てるための資金を交付するものとする（第28条）。